# Dewanganj
Dewanganj è un sottodistretto (upazila) del Bangladesh situato nel distretto di Jamalpur, divisione di Mymensingh. Si estende su una superficie di 266,59 km² e conta una popolazione di 258.133  abitanti (censimento 2011).